# Gare de Serres
Gare de Serres vasútállomás Franciaországban, Serres településen.

## Vasútvonalak
Az állomást az alábbi vasútvonalak érintik:
- Lyon-Perrache-Grenoble-Marseille-vasútvonal

## Kapcsolódó állomások
A vasútállomáshoz az alábbi állomások vannak a legközelebb:
- Gare de Veynes-Dévoluy (Gare de Briançon, Ligne Marseille - Briançon)
- Eyguians - Orpierre railway station (Gare de Marseille-Saint-Charles, Ligne Marseille - Briançon)